# 石桥凌
石桥凌（日语：／ Ishibashi Ryō，1956年7月20日—），男，福冈县出身，日本演员。曾获得日本电影影评人大奖最佳男配角等奖项。

## 家庭
妻子是資深演技派女演員原田美枝子，长女是歌手石桥优河，次女是演員石橋静河。

## 爭議

### 出軌事件
2001年5月，星期五雜誌报道了石桥凌出轨事情，石桥凌与一个在俱樂部工作的美国籍女子发生婚外情，这段地下情保持了7年，甚至在1996年双方有了私生子，随后石桥凌在紧急记者招待会上，承认了出轨的事实，說到“杂志报道是事实。 我不做任何辩解。”但否认离婚，仍然会在经济上援助三个孩子。